# 千葉市立登戸小学校
千葉市立登戸小学校（ちばしりつ のぶとしょうがっこう）は、千葉県千葉市中央区登戸2丁目にある公立小学校で、日本一古い小学校の中の一つである。

## 沿革
- 1873年（明治6年） - 登門小学校として開校[1]。
- 1887年（明治20年） - 登戸尋常小学校と改称[1]。
- 1908年（明治41年） - 第三千葉尋常小学校と改称[1]。
- 1921年（大正10年）  - 千葉尋常高等小学校第四部と改称[1]。
- 1928年（昭和3年） - 千葉登戸尋常小学校と改称[1]。
- 1941年（昭和16年） - 国民学校令により、千葉市登戸国民学校と改称[1]。
- 1947年（昭和22年） - 学制改革により、千葉市立登戸小学校と改称[1]。
- 1962年（昭和37年） - 校舎建築[2]。
- 2015年（平成27年）7月 - 構造改修工事[3]。

## 学校行事 （令和6年度）
- 4月 - 入学式、着任式
- 5月 - 運動会
- 6月
  - 6年生校外学習（加曽利貝塚）
  - 2年生校外学習（葛西臨海公園）
- 7月 - 4年ゴミ分別スクール
- 10月
  - 全校遠足
  - 1、2年生合同校外学習（千葉市動物公園）
  - 4年生校外学習千葉市科学館、成田航空博物館佐原方面
  - 球技大会（花・中・稲）
- 11月 
  - 登戸フェスタ・えのき祭
  - 1年生校外学習（こどもの国キッズダム）
  - 3年生校外学習（房総のむら）
  - 6年生校外学習（国会議事堂）
- 12月 - 5年生校外学習（そなエリア、パナソニックセンター）
- 1月 - 球技大会
- 2月 - 創立記念日、学力検査（1、2、4、6年生は算、国　3年生は算、国、理、社　5年生は算、国、理、社、英）
- 3月 - 卒業式・離任式

## 学校を出た著名な有名人
- 水 夏希（俳優）
- 飯高 茂（学者・教育者）

## クラブ活動
登戸小学校では年間計6回のクラブ活動が行われる。

## 通学区域と進学先中学校
出典

### 通学区域
- 登戸1丁目（全域）
- 登戸2丁目（全域）
- 登戸3丁目（全域）
- 新千葉2丁目（全域）
- 新千葉3丁目（全域）
- 汐見丘町（全域）
- 千葉港（幸町第三小学校の通学区域を除く）
- 中央港1丁目（全域）

### 進学先中学校
- 千葉市立緑町中学校 - 千葉港（幸町第三小学校通学区域を除く）と中央港1丁目を除く地域から通う児童の進学先中学校
- 千葉市立新宿中学校 - 千葉港（幸町第三小学校通学区域を除く）と中央港1丁目から通う児童の進学先中学校

## 周辺
- 京成新千葉駅
- 登渡神社
- 国道14号
- 千葉県警千葉中央警察署登戸交番
- JR・都市モノレール千葉駅

## アクセス
- 京成電鉄千葉線新千葉駅から、市道をはさんですぐ。
- JR東日本千葉駅（西口）から、徒歩約500m・約8分。
  - 千葉都市モノレール千葉駅までは、さらに徒歩移動を要する。
- 千葉都市モノレール市役所前駅から、徒歩約700m・約11分。
- JR東日本京葉線・千葉都市モノレール千葉みなと駅から、徒歩約950m・約14分。